# Ricos de Amor
Ricos de Amor es una película brasileña del género comedia romántica de 2020 dirigida por Bruno Garotti y codirigida por Anita Barbosa. La cinta fue escrita por Bruno Garotti y Sylvio Gonçalve, y protagonizada por Danilo Mesquita, Giovanna Lancellotti, Ernani Moraes y Fernanda Paes Leme. Se estrenó el 30 de abril de 2020 en Netflix.

## Argumento
La buena vida, el dinero, la granja y las mujeres resumen la rutina de Teto (Danilo Mesquita). Él es el heredero del imperio de plantaciones y fábricas de su padre, el empresario Teodoro (Ernani Moraes), conocido como el Rey de los Tomates. La vida de Teto se da vuelta cuando conoce a Paula (Giovanna Lancellotti) una estudiante de medicina.  
Cuando la fiesta de cumpleaños de Teto se acerca,  su padre le dice cual será su regalo: un trabajo. La tradicional Festa do Tomate, con la participación especial de DJ Alok, es quizás una de las últimas oportunidades para disfrutar de la vida tranquila en su ciudad. Y es en el festival de música electrónica y música country que las vidas de Teto y Paula se cruzan. 
Con la esperanza de ganar el corazón de la chica, y también aprovechando la oportunidad de demostrar su valía a su padre y a sí mismo, Teto miente sobre quién es y dice que tiene orígenes humildes. Esta es la primera de muchas mentiras que te meterán en problemas en Río de Janeiro. Su mejor amigo, Igor (Jaffar Bambirra), hijo de trabajadores agrícolas, es su ayudante en esta aventura romántica y desordenada que también trae a la consultora de recursos humanos de la compañía Trancoso, Alana (Fernanda Paes Leme), la luchadora Monique. (Lellê), además de Raíssa y Kátia, las amigas de Paula. 

## Reparto
| - Danilo Mesquita como Teodoro Trancoso Neto (Teto) - Giovanna Lancellotti como Paula - Fernanda Paes Leme como Alana - Jaffar Bambirra como Igor - Lellê como Monique - Ernani Moraes como Teodoro Trancoso | - Bruna Griphao como Raissa / Amiga de Paula - Jeniffer Dias como Katia / Amiga de Paula - Caio Paduan como Vitor - Marco Antonio de Carvalho como el matón de la Fiesta del Tomate - Juliana Xavier como Ana - Thaíssa Carvalho como Fernanda / Oficial de Policía |

## Lanzamiento
La película fue lanzada el 30 de abril de 2020 en la plataforma de streaming de Netflix .